# James Santos das Neves
James Santos das Neves, meglio noto come James (Foz do Iguaçu, 5 febbraio 1995), è un calciatore brasiliano, difensore svincolato.

## Carriera
Dopo aver iniziato la carriera militando nelle serie minori del campionato brasiliano, nel 2019 si è trasferito all'Ararat, squadra armena. La stagione successiva è stato ceduto all'Urartu, altro club della stessa nazione. Nel 2021 si è accasato all'Alaškert, sempre in Armenia, dove ha esordito anche nelle competizioni europee.

## Statistiche

### Presenze e reti nei club
Statistiche aggiornate al 26 novembre 2021.
| Stagione              | Squadra               | Campionato            | Campionato | Campionato | Coppe nazionali | Coppe nazionali | Coppe nazionali | Coppe continentali | Coppe continentali | Coppe continentali | Altre coppe | Altre coppe | Altre coppe | Totale | Totale |
| Stagione              | Squadra               | Comp                  | Pres       | Reti       | Comp            | Pres            | Reti            | Comp               | Pres               | Reti               | Comp        | Pres        | Reti        | Pres   | Reti   |
| --------------------- | --------------------- | --------------------- | ---------- | ---------- | --------------- | --------------- | --------------- | ------------------ | ------------------ | ------------------ | ----------- | ----------- | ----------- | ------ | ------ |
| 2016                  | Inter de Lages        | PD/SC+D               | 9+8        | 0          |                 | -               | -               |                    | -                  | -                  |             | -           | -           | 17     | 0      |
| 2017                  | Inter de Lages        | PD/SC                 | 11         | 0          |                 | -               | -               |                    | -                  | -                  |             | -           | -           | 11     | 0      |
| Totale Inter de Lages | Totale Inter de Lages | Totale Inter de Lages | 28         | 0          |                 | -               | -               |                    | -                  | -                  |             | -           | -           | 28     | 0      |
| 2017                  | Bragantino            | C                     | 0          | 0          |                 | -               | -               |                    | -                  | -                  |             | -           | -           | 0      | 0      |
| 2018                  | Sampaio Corrêa        | B                     | 0          | 0          | CB              | 2               | 0               |                    | -                  | -                  |             | -           | -           | 2      | 0      |
| 2019                  | Campinense            | D                     | 2          | 0          |                 | -               | -               |                    | -                  | -                  |             | -           | -           | 2      | 0      |
| 2019-2020             | Ararat                | BC                    | 14         | 0          | CA              | 0               | 0               |                    | -                  | -                  |             | -           | -           | 14     | 0      |
| 2020-2021             | Urartu                | BC                    | 16         | 0          | CA              | 2               | 0               |                    | -                  | -                  |             | -           | -           | 18     | 0      |
| 2021-2022             | Alaškert              | BC                    | 8          | 0          | CA              | 0               | 0               | UCL+UEL+UECL       | 4+4                | 0+0+0              | SA          | 0           | 0           | 20     | 0      |
| Totale carriera       | Totale carriera       | Totale carriera       | 68         | 0          |                 | 4               | 0               |                    | 12                 | 0                  |             | 0           | 0           | 84     | 0      |

## Palmarès

### Club

#### Competizioni nazionali
- Supercoppa d'Armenia: 1

Alaškert: 2021